# Altenburg (Niedenstein)
Die Altenburg, auch Grüne Platte genannt, ist eine vorgeschichtliche Ringwallanlage und Höhensiedlung auf dem bei Niedenstein gelegenen Berg Altenburg im Naturpark Habichtswald im Schwalm-Eder-Kreis, Nordhessen (Deutschland).

## Geographische Lage

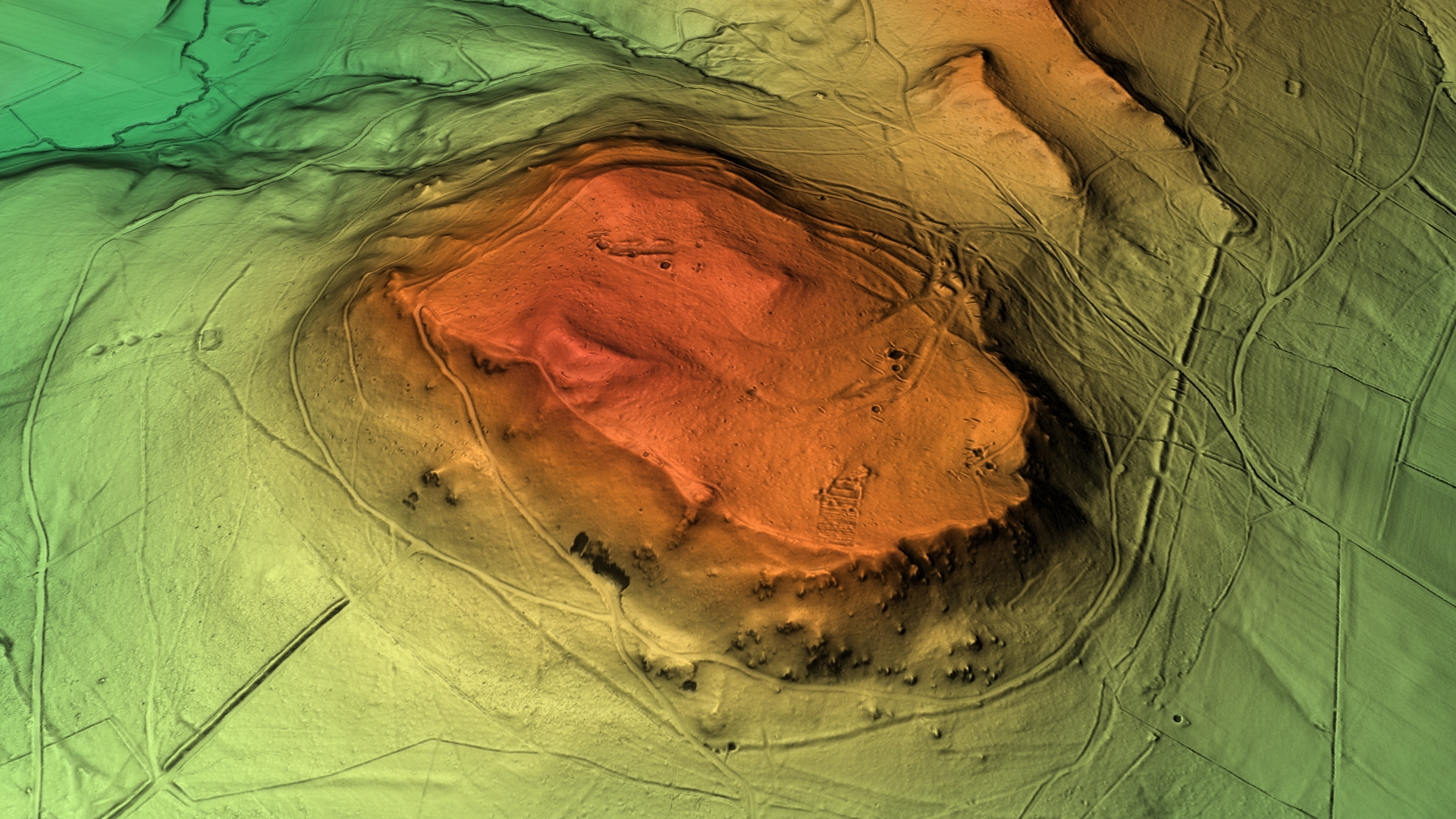
3D-Ansicht des digitalen Geländemodells

Die Reste der Höhenburg befinden sich auf dem Berg Altenburg (450,7 m ü. NHN) zwischen Niedenstein (Schwalm-Eder-Kreis) im Südosten und Bad Emstal-Sand (Landkreis Kassel) im Westen. Die Gipfelregion des bewaldeten Bergs ist ein nahezu rechteckiges Basaltplateau von rund 500 m Länge und 300 m Breite.
Durch das westlich der Altenburg gelegene Tal verläuft der Eder-Zufluss Ems, östlich deren Zufluss Wiehoff. An den nicht durch natürliche Klippen geschützten Bergflanken im Nordwesten und Nordosten war die Burganlage durch steinerne Wallmauern geschützt, deren Überreste teils noch zu erkennen sind.

## Geschichte

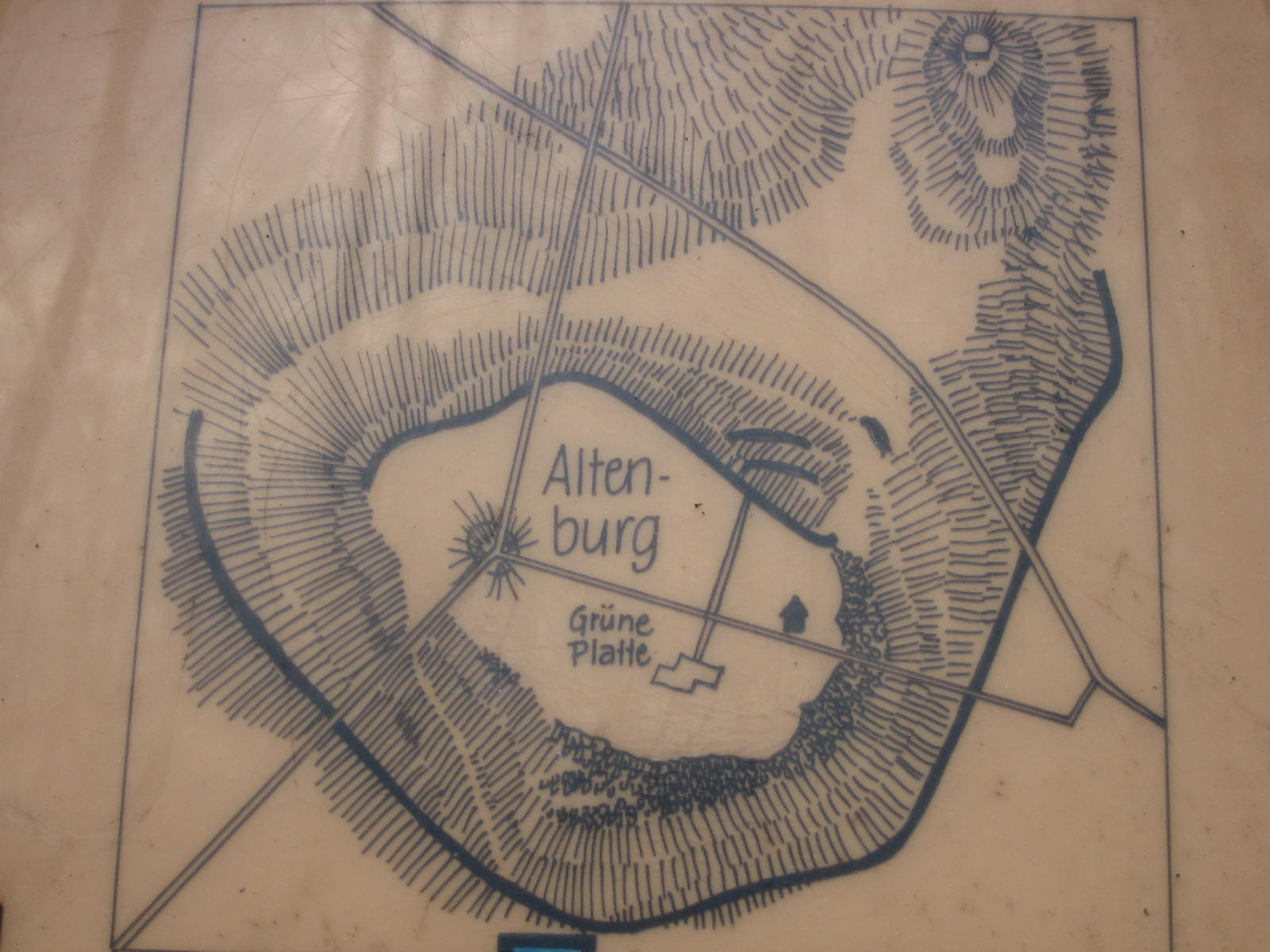
Lageplan der Altenburg

Die Altenburg war im Neolithikum während der Zeit der „Michelsberger Kultur“ von 4200 und 3500 v. Chr. und nach einer langen Unterbrechung wieder in der Eisenzeit zwischen dem 3. bis in die letzten Jahrzehnte des 1. Jahrhunderts v. Chr. besiedelt.
Die Vermutung, es könne sich bei der Altenburg um den bei Tacitus erwähnten chattischen Hauptort Mattium handeln, wurde durch Forschungen des mittleren 20. Jahrhunderts widerlegt. Warum die Siedlung aufgegeben wurde, ist nicht mehr eindeutig zu klären. Es gibt Spekulationen, dass durchziehende Sueben die Burganlage geplündert und zerstört haben könnten.
Während die Südseite der Höhensiedlung durch natürliche Klippen geschützt war, wurden an den flacher auslaufenden Bergflanken im Nordwesten und Nordosten steinerne Wallmauern errichtet, deren Überreste teilweise noch heute im Gelände zu erkennen sind.

## Ausgrabungen

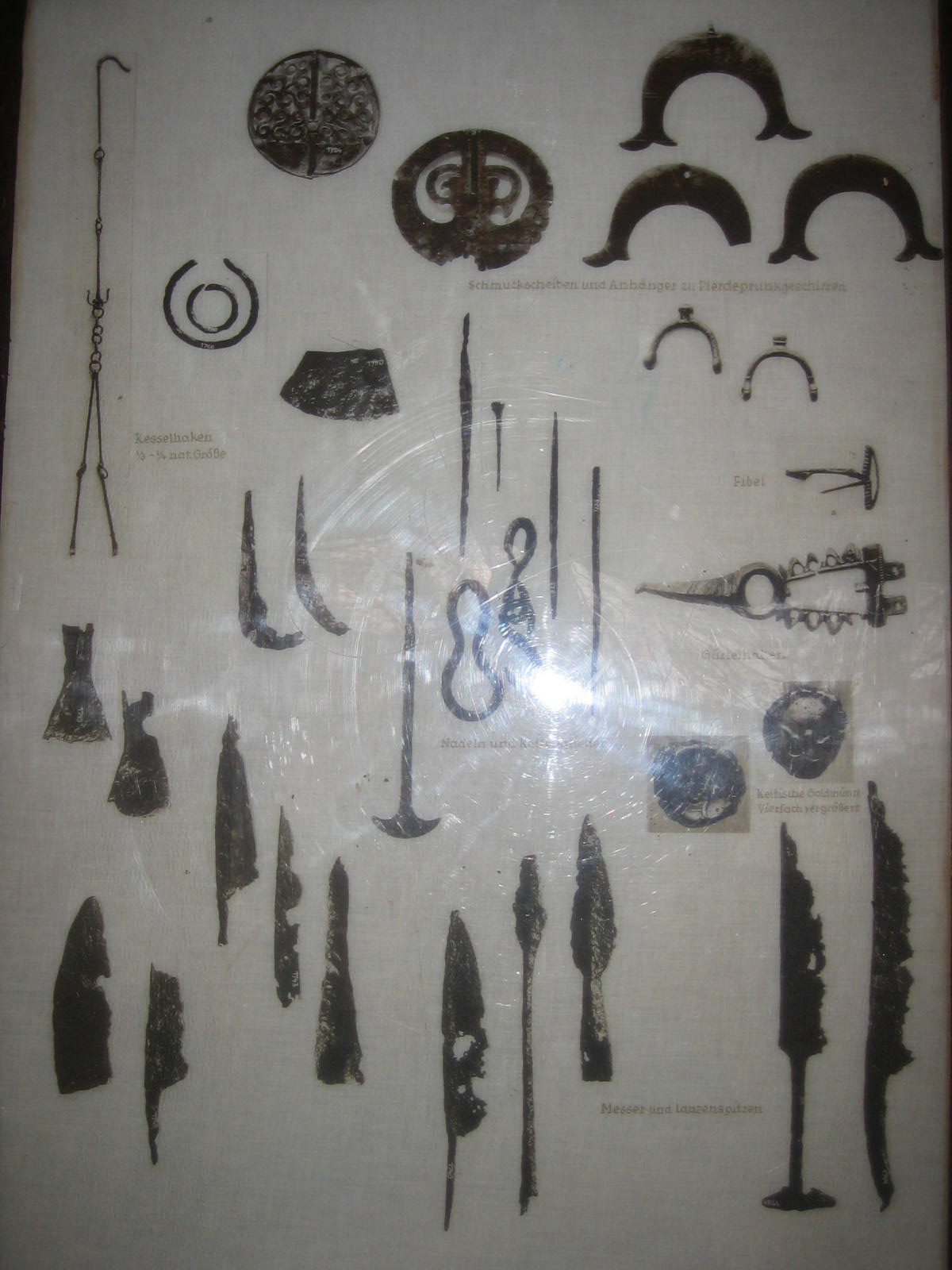
Fundstücke von der Altenburg

Bei Ausgrabungen, die zwischen 1905 und 1913 stattfanden, wurde die Burganlage umfangreich untersucht und wissenschaftlich bewertet. Freigelegt wurden Vorwälle, Hauptwall, Tore, Durchlässe, sowie Tonlager. Die Steinmauern waren ursprünglich durch Holzkonstruktionen verstärkt. Die Gesamtlänge der Wallanlagen betrug etwa 3000 Meter; das Kerngebiet der befestigten Höhensiedlung betrug 15 Hektar, das Gesamtgebiet etwa 70 Hektar. Die Auswertung neuerer Lidar-Scans zeigt, dass die Altenburg sogar eine Gesamtfläche von ca. 150 Hektar hat, da nach Norden noch mindestens zwei Abschnittswälle vorgelagert sind.
Mehrere runde Vertiefungen auf der Hochfläche erwiesen sich als holzverschalte Gruben und Zisternen. Eine Grube wurde als Maischgrube einer Töpferei benutzt.
Aus der jüngeren Steinzeit stammen der Michelsberger Kultur zuzuordnende Steinbeile, Messerklingen und Keramikscherben. In der Maischgrube fand man Schaufeln, Wannen, Giebelzier, Tür und Teller u. a. Die Altenburg war weiterhin übersät mit Scherben von Tongefäßen und zudem mit Herdstellen und Pfostenlöchern, die auf eine bevölkerungsreiche Siedlung schließen lassen. Zu den Funden gehören auch Gegenstände des häuslichen Gebrauchs aus Bronze, wie Gürtelhaken, Nadeln, ein Pferdeschmuckgeschirr sowie ein Türflügel aus Eichenholz.
Die Fundstücke werden im Hessischen Landesmuseum in Kassel aufbewahrt und im Bürgerhaus Niedenstein beschrieben, wo sich auch ein Modell der historischen Anlage befindet. Anhand von Tafeln, die in einer Schutzhütte auf der Altenburg angebracht wurden, kann man sich über die Geschichte und die Ausgrabungen der Altenburg informieren.